# Alois Stadlober
Alois Stadlober (né le 11 avril 1962 à Judenburg, Styrie) est un fondeur autrichien.

## Palmarès

### Championnats du monde
- Championnats du monde de ski nordique 1999 à Ramsau  Autriche :
  -  Médaille d'or en relais 4 × 10 km.
  -  Médaille d'argent sur 10 km.

### Coupe du monde
- Meilleur classement général : 11e en 1999.
- Meilleur résultat : 2e.